# Knock Nevis
Knock Nevis je trenutno ime supertankerja v norveški lasti. Pred tem je bil znan kot Seawise Giant, Happy Giant in Jahre Viking. Ladja je dolga 458 ter široka 69 metrov in je največja ladja na svetu. Zgrajena je bila med letoma 1979 in 1981, poškodovana med Iransko-iraško vojno in ponovno splavljena leta 1991. Potem so jo uporablili kot nepremično platformo za predelovanje nafte.
Leta 2009 so ladjo prodali indijskim ladjelomilcem in jo preimenovali Mont.  Razgradili jo bodo v kraju Alang, Indija.
Trenutno je največje plovilo v izdelavi platforma Prelude, ki se bo uporabljalo za tekočinjenje zemeljskega plina. Dolgo je 488 metrov (1,601 ft), široko 74 metrov (243 ft). V izdelavi so uporabili 260.000 ton železa . Ko bo v uporabi bo težko čez 600.000 ton.

## Specifikacije
Knock Nevis tehta 564.763 ton, največji izpodriv vode pa 647.955 t, ko nosi 650.000 m³ (4,1 milijona sodčkov) nafte. Ugrez ladje pri polni obtežitvi znaša 24,6 m, kar ji onemogoča plovbo po celotnem Rokavskem prelivu, Sueškem in Panamskem prekopu.